# 乙酸铬
乙酸铬是铬的乙酸盐之一，化学式为Cr(CH3COO)3。乙酸铬的六水合物（[Cr(H2O)6](O2CCH3)3）可由Cr(OH)3·3H2O和冰乙酸反应得到，它在空气中不稳定。乙酸铬的市售品通常是其碱式盐[Cr8(OH)8(O2CCH3)16]·30H2O。
与乙酸铬相关的化合物包括[Cr3O(O2CCH3)6(OH2)3]Cl(H2O)6，其中含有[Cr3O(O2CCH3)6(OH2)3]+。